# Festival Internacional de Cine de Cannes de 1955
La 8ª edición del Festival Internacional de Cine de Cannes se desarrolló entre el 26 de abril a 10 de mayo de 1955. La Palma de Oro fue otorgada a Marty de Delbert Mann. El festival se abrió con Du rififi chez les hommes de Jules Dassin y se cerró con Carmen Jones de Otto Preminger.
Hasta el festival de 1954 la manera caprichosa con la que se adjudicaron algunos premios había generado muchas críticas. En resposta a eso, a partir de 1955, el jurado formado por personalidades extrajeras de la industria cinematográfica. En 1955, fue otorgada la primera Palma de Oro como gran premio del Festival.

## Jurado

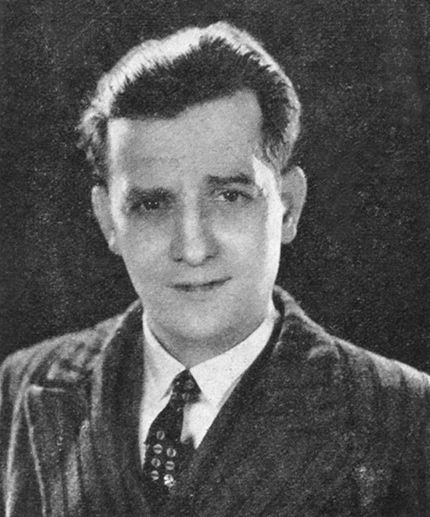
Marcel Pagnol, presidente del jurado

Las siguientes personas fueron nominadas para formar parte del jurado de la competición principal en la edición de 1955:
- Marcel Pagnol (Francia) Presidente
- Marcel Achard (Francia)
- Juan Antonio Bardem (España)
- A. Dignimont (Francia)
- Jacques-Pierre Frogerais (Francia)
- Leopold Lindtberg (Suiza)
- Anatole Litvak (EE. UU.)
- Isa Miranda (Italia)
- Leonard Mosley (Gran Bretaña)

Cortometraje
- Jacques Doniol-Valcroze (Francia)
- Herman van der Horst (Países Bajos)
- Marcel Ichac (Francia)
- Karl Korn (Alemania)
- Jean Perdrix (Francia)

## Selección oficial
Las siguientes películas compitieron por la Palma de Oro:

### En competición – películas
- Conspiración de silencio de John Sturges
- Biraj Bahu de Bimal Roy
- Bolxaia Semia de Iosif Kheifits
- Le Dossier noir de André Cayatte
- Boot Polish de Prakash Arora
- Carmen Jones de Otto Preminger
- Los amantes crucificados (Chikamatsu Monogatari) de Kenji Mizoguchi
- La angustia de vivir de George Seaton
- Det brenner i natt! de Arne Skouen
- Psohlavci de Martin Frič
- Al este del Edén de Elia Kazan
- The End of the Affair de Edward Dmytryk
- Un extraño en la escalera de Tulio Demicheli
- El oro de Nápoles de Vittorio De Sica
- Héroes de Shipka (Geroite na Shipka) de Sergei Vasilyev
- Giv'a 24 Eina Ona de Thorold Dickinson
- Jedda de Charles Chauvel
- A Kid for Two Farthings dw Carol Reed
- Hayat ou maut de Kamal El Sheikh
- Liliomfi deKároly Makk
- Continente perduto de Leonardo Bonzi, Mario Craveri, Enrico Gras, Angelo Francesco Lavagnino y Giorgio Moser
- Ludwig II: Glanz und Ende eines Königs de Helmut Käutner
- Marty de Delbert Mann
- Marcelino pan y vino de Ladislao Vajda
- Die Mücke de Walter Reisch
- Onna no koyomi de Seiji Hisamatsu
- Rififi (Du rififi chez les hommes) de Jules Dassin
- Romeo y Julieta (Romeo i Dzhulyetta) de Lev Arnshtam y Leonid Lavrovsky
- Raíces de Benito Alazraki
- Samba Fantástico de Jean Manzon y René Persin
- Senhime de Keigo Kimura
- Il segno di Venere de Dino Risi
- Stella de Michael Cacoyannis

## Películas fuera de competición
Las siguientes películas fueron seleccionadas para ser mostradas fuera de competición:
- Italia K2 de Marcello Balbi
- Les trésors de la Mer Rouge de Michel Rocca

## Cortometrajes en competición
Los siguientes cortometrajes competían para la Palma de Oro al mejor cortometraje:
- 2'21"6 Butterfly Stroke: Dolphin-Kick de T. Mijata
- A esperanca e' eterna de Marcos Margulies
- Aggtelek de Ágoston Kollányi
- Arte popular Portuguesa de João Mendes
- Black on White de John Read
- Blinkity Blank de Norman McLaren
- Bow Bells d'Anthony Simmons
- Bronsalder de Lars Krantz
- Bush Doctor (film) de Jean P. Palardy
- Cyrk de Wlodzimierz Haupe
- De sable et de feu de Jean Jabely
- Den standhaftige Tinnsoldat de Ivo Caprino
- Der Schatz des Abendlandes de Ernst Stephan Niessner, Edmund Von Hammer
- Dobreho vojak svejk de Jiri Trnka
- Dock de Emile Degelin
- Guardians of the Soil de David Millin
- Host de Thor Arnijot Udvang, Carsten Munch
- Images préhistoriques de Arcady (director), Thomas L. Rowe
- In cantec si dans de Ion Bostan
- Isole di fuoco de Vittorio De Seta
- Jakten over sporene de Erik Borge
- L'homme dans la lumière de René Lucot
- La ciudad blanca de Waldo Cerruto
- La grande pèche de Henri Fabiani
- Le conte de ma vie de Jørgen Roos
- Les jardiniers de Allah de Michel Clarence
- Niedzielny poranek de Andrzej Munk
- Nos forets de Auguste Kern
- Op de spitsen de Rudi Hornecker
- Opici cisar de Jan Lacko
- Illa de Sakhalín (Ostrov Sakhalin) de Vassili Katanian, Eldar Ryazanov
- Pierre Romain desfossez de Gérard De Boe
- Pulsschlag der Zeit de René Boeniger
- Symphony of Life de T.A. Abraham
- The Golden River de Pittamandalam Venktatachalapathy Pathy
- The Story of Light de Joop Geesink
- Tickets Please de Emil Nofal
- Trois coquillages de Tunisie de Roger Mauge
- When Magoo Flew de Pete Burness
- Zolotaya Antilopa de Lev Atamanov

## Palmarés
Los galardonados en las secciones oficiales de 1955 fueron:
- Gran Premio: Marty de Delbert Mann
- Tributo: Giv'a 24 Eina Ona de Thorold Dickinson
- Premio a la mejor dirección: 
  - Jules Dassin por Rififi (Du rififi chez les hommes)
  - Sergei Vasilyev por Héroes de Shipka (Geroite na Shipka)
- Premio a la mejor interpretación (sin especificar género): Spencer Tracy por Conspiración de silencio
- Premio del Jurado: Continente perduto de Leonardo Bonzi, Mario Craveri, Enrico Gras, Angelo Francesco Lavagnino y Giorgio Moser
- Mejor película dramática: Al este del Edén de Elia Kazan
- Mejor película lírica: Romeo y Julieta (Romeo i Dzhulyetta) de Lev Arnshtam y Leonid Lavrovsky
- Distinción a dos niños:
  - Kumary Naaz por su interpretación en Boot Polish
  - Pablito Calvo por su interpretación en Marcelino pan y vino
- Palma de Oro al mejor cortometraje: Blinkity Blank de Norman McLaren
- Distinción especial: Zolotaya Antilopa de Lev Atamanov
- Mejor corto documental: Isole di fuoco de Vittorio De Seta
- Prix du reportage filmé: La grande pêche de Henri Fabiani

### Premios independentes
Premio FIPRESCI
- Muerte de un ciclista de Juan Antonio Bardem
- Raíces de Benito Alazraki

Premio OCIC
- Marty de Delbert Mann
- Mención especial: Marcelino pan y vino de Ladislao Vajda

## Media
- Institut National de l'Audiovisuel: Obertura del festival de 1955 (comentario en francés)
- INA: últimos momentos del festival de 1955 (comentario en francés)